# Joe Willock
Joseph George Willock (sinh ngày 20 tháng 8 năm 1999) là một cầu thủ bóng đá chuyên nghiệp người Anh thi đấu ở vị trí tiền vệ cho câu lạc bộ Newcastle United tại Premier League.

## Danh hiệu
Arsenal
- Cúp FA: 2019–20[4]
- Siêu cúp Anh: 2017,[5] 2020[6]
- Á quân UEFA Europa League: 2018–19[7]

Newcastle United
- Á quân Cúp EFL: 2022–23[8]

Cá nhân
- Cầu thủ xuất sắc nhất tháng của Premier League: Tháng 5 năm 2021[9]